# Amy’s Kitchen

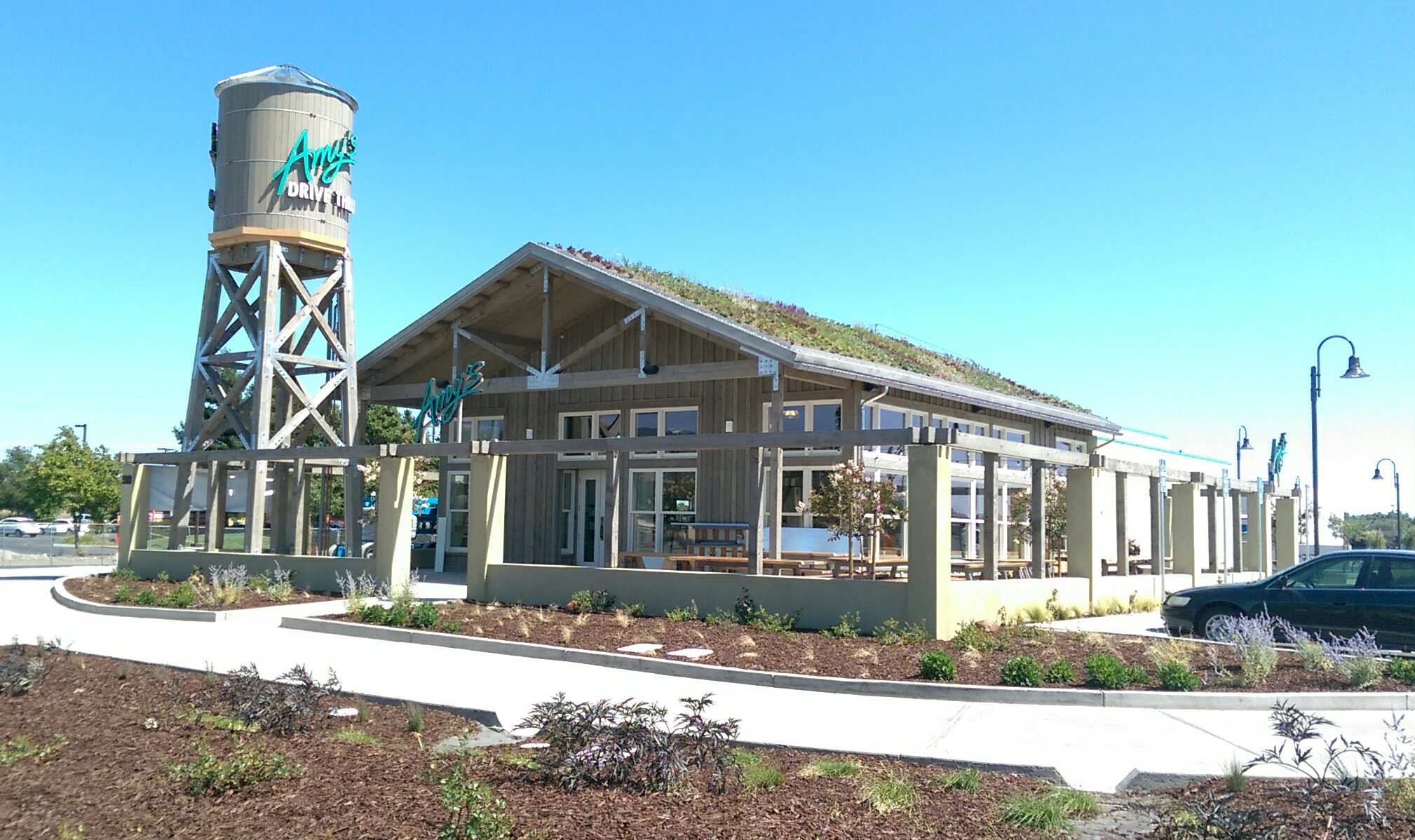
Das erste Amy's Drive Thru-Restaurant im Rohnert Park Kalifornien

Amy's Kitchen ist ein US-amerikanisches Unternehmen, das biologische und gentechnikfreie Fertiggerichte und Tiefkühlkost herstellt. Das Unternehmen hat ca. einen Umsatz von 500 Millionen Dollar. Der Firmensitz befindet sich in Petaluma, Kalifornien.

## Geschichte
Amy's Kitchen wurde 1987 von Andy Berliner und Rachel Berliner gegründet. Der Name Amy's Kitchen stammt von ihrer damals neugeborenen Tochter Amy.

## Produkte
Alle Produkte von Amy's sind vegetarisch und werden mit biologischen Zutaten hergestellt. Das Unternehmen hat über 120 vegane Angebote und stellt über 130 glutenfreie Produkte her.